# Unix version 7
Unix version 7, appelé en anglais Version 7 Unix, Version 7 ou simplement V7, fut une version importante des débuts du système d'exploitation Unix. La version 7, publiée en 1979, fut la dernière version d'Unix des laboratoires Bell à être largement distribuée avant qu'AT&T ne commence la commercialisation d'Unix au début des années 1980. Elle fut développée au départ pour les mini-ordinateurs PDP-11 de DEC, mais fut plus tard portée sur d'autres plates-formes.

## Histoire
Les versions d'Unix des laboratoires Bell étaient nommées d'après l'édition du manuel utilisateur qui les accompagnait. La septième édition était le successeur de la sixième édition, qui était la première à être véritablement distribuée hors des laboratoires. Le développement des Unix des laboratoires Bell, appelés en anglais Research Unix, continua avec la huitième version, qui incorporait des modifications venant de 4.1BSD.
Du fait de sa puissance et de son élégante simplicité, de nombreux anciens utilisateurs d'Unix considèrent la version 7 comme supérieure à toutes les autres versions et l'ont surnommé le « dernier vrai Unix. »[réf. nécessaire]

### Libération du code
En 2002, Caldera Systems a publié la version 7 sous une licence libre.
Des images bootables peuvent toujours être téléchargées aujourd'hui, et fonctionner sur des émulateurs comme SIMH.

## Nouvelles fonctionnalités de la version 7
De nombreuses nouvelles fonctions sont apparues dans la version 7 d'Unix :
- Outils de programmation : lex et yacc, lint, pcc et make. Certains de ces outils existaient déjà sous PWB/UNIX.
- Nouvelles commandes : le Bourne shell (qui remplace le Thompson shell), at, awk, cal, f77, fortune, tar, touch et uucp.
- Nouveaux appels système : access, acct, alarm, chroot, ioctl, lseek, umask, utime.
- Enrichissement de la bibliothèque standard du C: stdio.h, malloc, getenv, popen/system.

## Variantes
La version 7 était la première version d'Unix facilement portable. Publiée dans l'ère des mini-ordinateurs, avec leurs nombreuses variations architecturales, et au début de l'époque des micro-processeurs 16-bits, de nombreux ports furent écrits dans les quelques années qui suivirent sa sortie. Les premières stations de travail Sun Microsystems, alors basées sur des processeurs Motorola 68000, fonctionnaient avec un port de la version 7 effectué par UniSoft ; la première version de Xenix pour l'Intel 8086 était un dérivé de la version 7. Le port VAX d'Unix version 7, appelé UNIX/32V, est l'ancêtre direct de la famille 3 et 4BSD. Le groupe Unix de l'université de Wollongong qui avait porté la version 6 sur l'Interdata 7/32 porta également la version 7 sur cette machine.
DEC distribua sa propre version de d'Unix 7 pour PDP-11, V7M (V7 modified, V7 modifiée). V7M, développée par l'Unix Engineering Group (UEG) de DEC, incluait de nombreuses améliorations du noyau, comme de nouveaux pilotes et une meilleure gestion des erreurs. L'UEG développa plus tard Ultrix.

### V7/x86
Le groupe Nordier & Associates a développé une version d'Unix 7 fonctionnant sur des ordinateurs basées sur les processeurs Intel x86. On peut télécharger une image CD avec un installeur.